# Ospitaletto
Ospitaletto – miejscowość i gmina we Włoszech, w regionie Lombardia, w prowincji Brescia.
Według danych na rok 2004 gminę zamieszkiwało 11 059 osób, 1382,4 os./km².